# 杨廷理及其家族墓群
杨廷理及其家族墓群，位于中国广西壮族自治区柳州市鱼峰区柳石路底村、马鹿山，为一个省级文物保护单位，类型为古墓葬，为第六批广西壮族自治区文物保护单位，公布时间为2009年5月4日。
杨廷理及其家族墓群的历史年代为清朝。